# Ichneumon graciliformis
Ichneumon graciliformis är en stekelart som beskrevs av Heinrich 1965. Ichneumon graciliformis ingår i släktet Ichneumon och familjen brokparasitsteklar. Inga underarter finns listade i Catalogue of Life.